# Antidoto
Un antidoto (dal greco αντίδοτο, "dato contro") è una sostanza in grado di contrastare una forma di avvelenamento.

## Utilizzo
A volte capita che l'antidoto per una particolare tossina sia scoperto iniettando la tossina stessa in un animale, in piccole dosi, ed estraendo i risultanti anticorpi (le antitossine) dal sangue dell'animale. Il veleno prodotto da alcuni serpenti, ragni e altri animali velenosi è spesso contrastato dall'utilizzo di sieri di origine animale o anche da anticorpi specifici, che, sebbene efficaci, non sempre sono rapidamente disponibili, col risultato che molto spesso il morso o la puntura di uno di questi animali ha effetti mortali.
L'ingestione di veleni è frequentemente trattata con la somministrazione orale di carbone attivo, che adsorbe il veleno che viene successivamente eliminato con le feci, rimuovendo larga parte della tossina. Veleni che sono iniettati nei tessuti (a seguito di morsi o punture di animali velenosi, ad esempio) sono usualmente trattati mediante il bendaggio linfostatico che rallenta la circolazione linfatica, limitando così la circolazione del veleno all'interno del corpo.
Alcune tossine non hanno antidoto. Ad esempio, il veleno ricina, presente nei sottoprodotti industriali della produzione di olio di ricino, non ha antidoto; di conseguenza, la presenza – per ingestione – di una quantità sufficiente di questo veleno nel corpo umano risulta inevitabilmente fatale.

## Principi di azione
Un antidoto agisce essenzialmente sfruttando tre diversi principi: antidotismo fisico, antidotismo chimico ed antidotismo fisiologico.
- L'antidotismo fisico consiste nell'assorbimento della sostanza tossica mediante l'utilizzo di carbone attivo o sostanze mucillaginose. Per sfruttare questo principio è necessario che il veleno non si sia già diffuso nel circolo sistemico ma sia ancora localizzato nello stomaco e nel primo tratto intestinale.
- L'antidotismo chimico consiste nell'utilizzare sostanze chimiche che siano in grado di precipitare o neutralizzare la sostanza tossica rendendola innocua. Esempi di antidoti chimici sono le soluzioni orali di acido acetico per contrastare l'ingestione di alcali e l'iniezione di tiosolfato per l'avvelenamento da cianuro.
- L'antidotismo fisiologico consiste invece nel somministrare sostanze che hanno proprietà farmacologiche tali da provocare effetti fisiologici che contrastano gli effetti provocati dal veleno. Ad esempio l'atropina è un antagonista muscarinico che provoca effetti parasimpaticolitici: l'intossicazione provocata da questa sostanza può essere contrastata somministrando fisostigmina, un composto ad azione parasimpaticomimetica.